# ②mini ～生存的力量～
「②mini ～生存的力量～」（②mini 〜生きるという力〜）是日本的女子偶像組合℃-ute的第1枚迷你專輯。於2007年4月18日發行。唱片公司為zetima。

## 概要
- 「②mini ～生存的力量～」是℃-ute出道以來的第1張迷你專輯。與上一張專輯「Cutie Queen VOL.1」相距約6個月。
- 本作收錄了第1張單曲「櫻花乍現」的B面曲「JUMP」的演唱會片段和專輯「②mini ～生存的力量～」的Making。
- 在4月30日於公信榜專輯週排行榜取得第21位

## 收錄內容

### CD
1. That's the POWER
（作詞・作曲：淳君 編曲：高橋諭一）
2. 我們的光輝（僕らの輝き）
（作詞・作曲：淳君 編曲：小倉健二）
梅田繪理香・岡井千聖・有原栞菜主唱
3. Disco Queen（ディスコ クイーン）
（作詞・作曲：淳君 編曲：田中直）
中島早貴・萩原舞主唱
4. 通學Vector☂（通学ベクトル☂）
（作詞・作曲：淳君 編曲：平田祥一郎）
鈴木愛理主唱
5. 夏DOKI 唇膏（夏DOKI リップスティック）
（作詞・作曲：淳君 編曲：山崎淳）
矢島舞美主唱

### DVD
1. JUMP（Close-up Live Ver.）
2. ②mini ～生存的力量～（Making）